# كينيث كيلي
كينيث كيلي (بالإنجليزية: Kenneth Kelly)‏ هو مدرب كرة سلة أمريكي، ولد في 1 يونيو 1905 في بولينغ غرين في الولايات المتحدة، وتوفي في 7 مارس 1984.